# Журахович Семен Михайлович
Журахович Семен Михайлович (*6 листопада 1907, село Правобережна Сокілка, Полтавська область — †25 березня 1997, Київ) — український письменник, сценарист.

## Життєпис
Народився 6 листопада 1907 р. у с. Сокілки Полтавської області в родині ремісника. Навчався у Московському літературному інституті. Працював у газетах «Більшовик Полтавщини», «Робітник» (Полтава), «Наше слово», «Комуніст» (Харків—Київ). Учасник німецько-радянської війни. Співпрацював з Лавром Дяченком. У 1941 — 1943 роках відповідальний секретар редакції газети —«За Радянську Україну».
Помер 1997 р. в Києві.

## Творчість
Друкувався від 1928 р.
Автор збірок оповідань «Нова дорога», «Велика розмова», «Оповідання», «Вітряні гори» та ін., сценаріїв фільмів «По Північній Буковині» (1949), «Майстри високих удоїв» (1950, у співавт. з Г.Кириченко). Нагороджений орденом Знак Пошани, медалями. Був членом Спілки письменників України.

## Видання
Вибрані твори:— Дніпро, 1975 р., 65 000 екз., 440с. (ввійшли: Київські ночі : 5-302с., Гора над морем: 303-366с., Вірменські зустрічі: 367- 438с..